# Сарагулка
Сарагулка — река в Свердловской области России. Устье реки находится в 358 км от устья реки Туры по левому берегу. Длина реки составляет 58 км, площадь водосборного бассейна — 740 км².

## Название
Название реки происходит от татарского — сары (желтый) + гул, кул (речка, овраг), то есть «желтая речка». Также возможно, происходит от личного татарского имени Сарагул.

## Данные водного реестра
По данным государственного водного реестра России относится к Иртышскому бассейновому округу, водохозяйственный участок реки — Тура от впадения реки Тагил и до устья, без рек Тагил, Ница и Пышма, речной подбассейн реки — Тобол. Речной бассейн реки — Иртыш.
Код объекта в государственном водном реестре — 14010502312111200006244.